# Адамов Григорій Борисович
Григо́рій Бори́сович Ада́мов (справжнє прізвище Ґібс; * 6 (18) травня 1886, Херсон — 14 липня 1945, Москва) — радянський письменник-фантаст, член Спілки письменників СРСР. Батько радянського письменника — автора детективних творів Аркадія Адамова.

## Біографія
Народився в Херсоні і був сьомою дитиною в сім'ї херсонського деревообробника. Не зміг отримати закінчену освіту. Його виключили з останнього класу: батьки не змогли вчасно сплатити за навчання. Підробляв тим, що давав уроки в багатих будинках, навчаючи дітей правилам граматики та арифметики, а ночами готувався до складання іспитів на гімназійний курс екстерном.
Потай від батьків і близьких він ще 15-річним підлітком вступив у гурток революційної молоді, а потім і в херсонську організацію більшовиків.
У 1906 році, його заарештовують і засилають до Архангельської губернії. Незабаром разом з товаришем вони втекли. Поневірялися по лісах, пройшли пішки сотні верст і на поїзді дісталися до Петербурга. Там, за розпорядженням Центрального Комітету, він прямує до Севастополя для особливо важливого завдання. Проникнувши в будинок суду їх група повинна була знищити справи заарештованих матросів, повсталих на броненосці «Князь Потьомкін-Таврійський». Група виконала завдання і спалила ці документи, у результаті чого було врятовано життя декількох потьомкінців. Незабаром Адамова знову заарештовують і віддають суду за агітацію на кораблях Чорноморського флоту. Він відбував покарання в херсонській в'язниці і за ці три роки сильно підірвав своє здоров'я. Вийшовши з ув'язнення, почав працювати у херсонській соціал-демократичній газеті «Юг». Спочатку він друкував у ній свої статті та нариси, але скоро вже стає її редактором.
Одразу після Жовтневого перевороту пішов працювати в Народний комісаріат продовольства, де подружився зі своїм колегою, майбутнім академіком, вченим і героєм-полярником Отто Юлійовичем Шмідтом. Потім перейшов у Держіздат і, нарешті, перейшов на літературну роботу. Він почав писати нариси до журналу «Наші досягнення» (редактор — Михайло Кольцов), в інші періодичні видання.
Писати фантастику Адамов почав в 1934 році, співпрацюючи з журналом «Знание-сила», у якому в листопадовому випуску вийшло його перше науково-фантастичне оповідання «Дієго». Потім були написані повісті «Аварія» та «Оазис Сонця» (в останній йдеться про використання сонячної енергії, що перетворює безводну пустелю Кара-Кум на квітучий сад). Нарешті, в 1937 році в «Дитвидаві» виходить великий роман Григорія Адамова «Переможці надр». Книга була написана в традиціях Жюля Верна. Маса технічних і геологічних подробиць укупі з захоплюючим сюжетом принесли романом величезну популярність, особливо серед школярів.
Вже через рік у журналі «Знание-сила» почали публікуватися оповідання, що ввійшли потім у новий роман Адамова «Таємниця двох океанів». А ще через рік в тому ж «Дитвидаві» роман вийшов окремою книгою. При написанні цього роману йому довелося зробити тисячі виписок з техніки, фізики, хімії та біології океану. Він заради цього зібрав сотні книг про науку і винаходи вчених, побував в НДІ і лабораторіях океанографів. Успіх цього роману виявився ще вище першого.
У 1955-1956 рр.. кіностудія «Грузія-фільм» екранізувала «Таємницю двох океанів», що зробило роман ще популярнішим.
У 1940 році письменник здійснює подорож до Арктики для підготовки свого нового роману «Вигнання владики», роботу над якою почав ще в 1938 році. Їздив на собаках і оленях, плавав на сейнерах по арктичних морях, а в його кабінеті збиралася нова бібліотека: вчені записки Арктичного інституту, праці полярних експедицій і щоденники зимівників. У 1941 році журнал «Наша країна» в першому номері опублікував уривок з нового роману «Вигнання владики», сюжет якого поєднує в собі ідеї двох попередніх книг. З одного боку країна починає грандіозне будівництво за отепління узбережжя Арктики і з іншого — вороги, що заважають цьому проекту.
Публікація роману не відбулася через Німецько-радянську війну, тож книга вийшла в «Дитвидаві» лише в 1946 році — вже після смерті письменника. Випробування важкого воєнного часу сильно підірвали здоров'я письменника і влітку 1945 року він помер.

## Творчість

### Романи
- 1937 — Переможці надр
- 1938 — Таємниця двох океанів
- 1946 — Вигнання владики

### Повісті та оповідання
- 1934 — Розповідь Дієго
- 1935 — Аварія
- 1936 — Оазис Сонця
- 1938 — У стратосфері
- 1930-ті — Завоювання надр
- 1930-ті — Корабельна аварія на Ангарі
- 1930-ті — Шляхи майбутнього

## Зібрання творів
- Зібрання творів у трьох томах / Упоряд. Т. Ф. Прокопов. — М.: Терра, 1995. — (Велика бібліотека пригод та наукової фантастики). (П) ISBN 5-300-00139-2
  - Том 1 — Переможці надр: Роман. — 288 с. ISBN 5-300-00140-6
  - Том 2 — Таємниця двох океанів: Роман. — 432 с. ISBN 5-300-00142-2
  - Том 3 — Вигнання владики. — 480 с. ISBN 5-300-00141-4